# Zdravko Miljak
Zdravko Miljak (* 11. September 1950 in Vinkovci, Jugoslawien) ist ein ehemaliger kroatischer Handballspieler. Der Linkshänder spielte meist im rechten Rückraum.

## Leben
In seiner Heimat spielte Miljak zunächst für seinen Heimatverein Lokomotiva Vinkovci und später für den Zagreber Club RK Medveščak. Danach ging er nach Italien zu Cividin Trieste. In die Handball-Bundesliga kam er über den TuS Nettelstedt. Miljak spielte dann von 1981 bis 1985 für den VfL Günzburg. 1984 wurde er mit 188 Toren, davon 61 per Siebenmeter, in 25 Spielen Torschützenkönig der Handball-Bundesliga. Die beiden Spielzeiten zuvor wurde er hinter Erhard Wunderlich, jeweils mit nur einem Treffer weniger, Zweiter in der Torschützenliste.
Miljak spielte für die jugoslawische Nationalmannschaft. 1972 wurde er mit der Landesauswahl Olympiasieger in München. Er spielte in allen sechs Spielen Jugoslawiens und erzielte sieben Treffer, davon drei im Finalspiel beim 21:16 gegen die Tschechoslowakei. Vier Jahre später wurde er mit Jugoslawien in Montreal Fünfter. Auch hier spielte er alle sechs Spiele und warf 30 Tore.
Nach seiner aktiven Zeit wurde er Trainer des TSV Milbertshofen. 1990 wurde er von Vlado Stenzel abgelöst.
Von Miljak stammte schon viele Jahre zuvor der Spitzname „Magier“ für Vlado Stenzel.
Miljak wohnt in Zagreb und Zadar und ist Vermögensberater. Außerdem ist er Präsident des Erstligisten RK Medveščak.